# Pico Humar

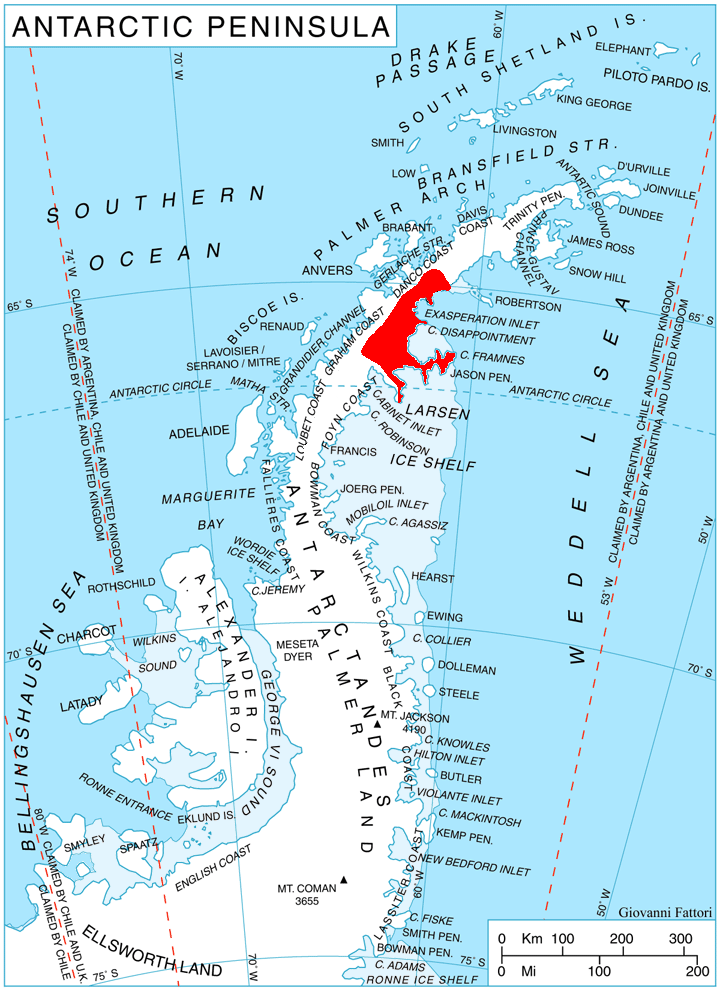
Localização da Costa de Óscar II na Península Antártica

O Pico Humar (em búlgaro:  връх Хумар, ‘Vrah Humar’ \'vr&h hu-'mar\) é o pico rochoso com 1300 metros de elevação na Serra Austa, na Costa de Óscar II, Terra de Graham, Península Antártica. Ao norte se encontra a Geleira Jorum, e ao sul a Geleira Veselie. O local recebeu o nome da cidade búlgara de Humar, que existiu no norte do Cáucaso entre os séculos II e VII.

## Localização
O Pico Humar se encontra em 65° 14′ 36″ S, 62° 12′ 03″ O, a 5,9 km para o norte do Nunatak Yordanov, 9,14 km ao oeste do Ponto Caution, e 5,5 km a nor-noroeste do Monte Birks, de acordo com mapeamento britânico realizado em 1976. 

## Mapas
- British Antarctic Territory. Escala 1:200000, topográfico. Série DOS 610, Folha W 65 62. Directorate of Overseas Surveys, Tolworth, Reino Unido, 1976.
- Antarctic Digital Database (ADD). Escala 1:250000, topográfico. Scientific Committee on Antarctic Research (SCAR). Desde 1993, regularmente atualizado.